# Rådsapoteket (Flensborg)
Rådsapoteket (på tysk Ratsapotheke) i Flensborg er byens ældste apotek. Apoteket er oprettet ved kongelig bevilling i 1604. Apoteket er op til i dag indrettet i bygningen på Holmen 13 i midtbyen. Navnet henviser til den nærliggende tidligere tingplads, hvor købstadens rådhus har ligget i flere århundreder. Den lille enhjørning-figur over indgangen er fra 1800-tallet med monogram af Frederik 5 (F 5). Omkring 1750 blev bygningen forhøjet og fik en ny facade. 